# Peggy Mann

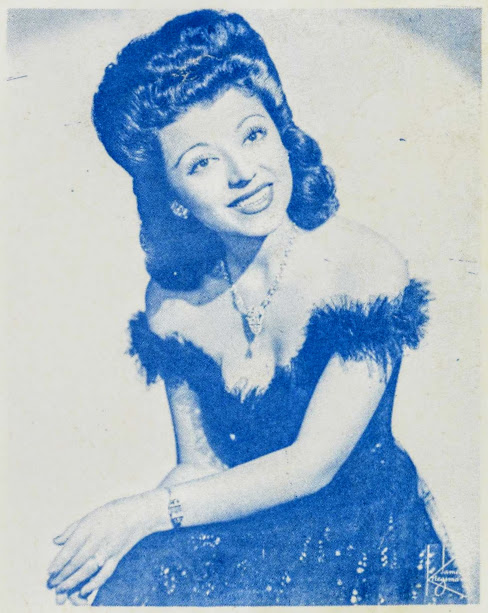
Peggy Mann in 1945

Peggy Mann, geboren als Margaret Germano (Yonkers, 24 juli 1919) is een Amerikaanse zangeres die actief was in het bigband-tijdperk.
Mann zong in de jaren dertig in de bands van Henry Halstead, Ben Pollack en Enoch Light, en in de jaren veertig was ze actief bij Larry Clinton, Teddy Powell en Gene Krupa. Daar werkte ze als solozangeres. Ze is te horen op opnames van Pollack, Clinton, Powell, Russ Case, Tommy Dorsey, Benny Goodman, Eddie Heywood en Tex Beneke. Ook verschenen er opnames onder eigen naam. Begin jaren vijftig trok ze zich terug uit de muziek, om enkele jaren later een comeback te maken.

## Referentie
- Biografie op Allmusic